# Dværgcitron-slægten
Dværgcitron-slægten (Poncirus) er en lille slægt med to arter. Det er løvfældende buske eller små træer med spredstillede, trekoblede blade, hvide blomster og gule eller orangerøde frugter. Arten fra Yunnan (P. polyandra) har elliptiske småblade med blank overside og orangerøde frugter, men ellers ligner den Dværgcitron.
| Beskrevne arter |

- Dværgcitron (Poncirus trifoliata)

| Andre arter |

- Poncirus polyandra: Yunnan-provinsen i Kina